# Editor de som
Um editor de som é um profissional criativo responsável por selecionar e montar gravações de som em preparação para a mixagem ou masterização de áudio final de um programa de televisão, filme, jogo eletrônico ou qualquer produção que envolva som gravado ou sintético.